# Anders Sparrman
Anders Sparrman, född 16 februari 1748 i Lena församling, död 9 augusti 1820 i Stockholm, var en svensk naturforskare.

## Biografi

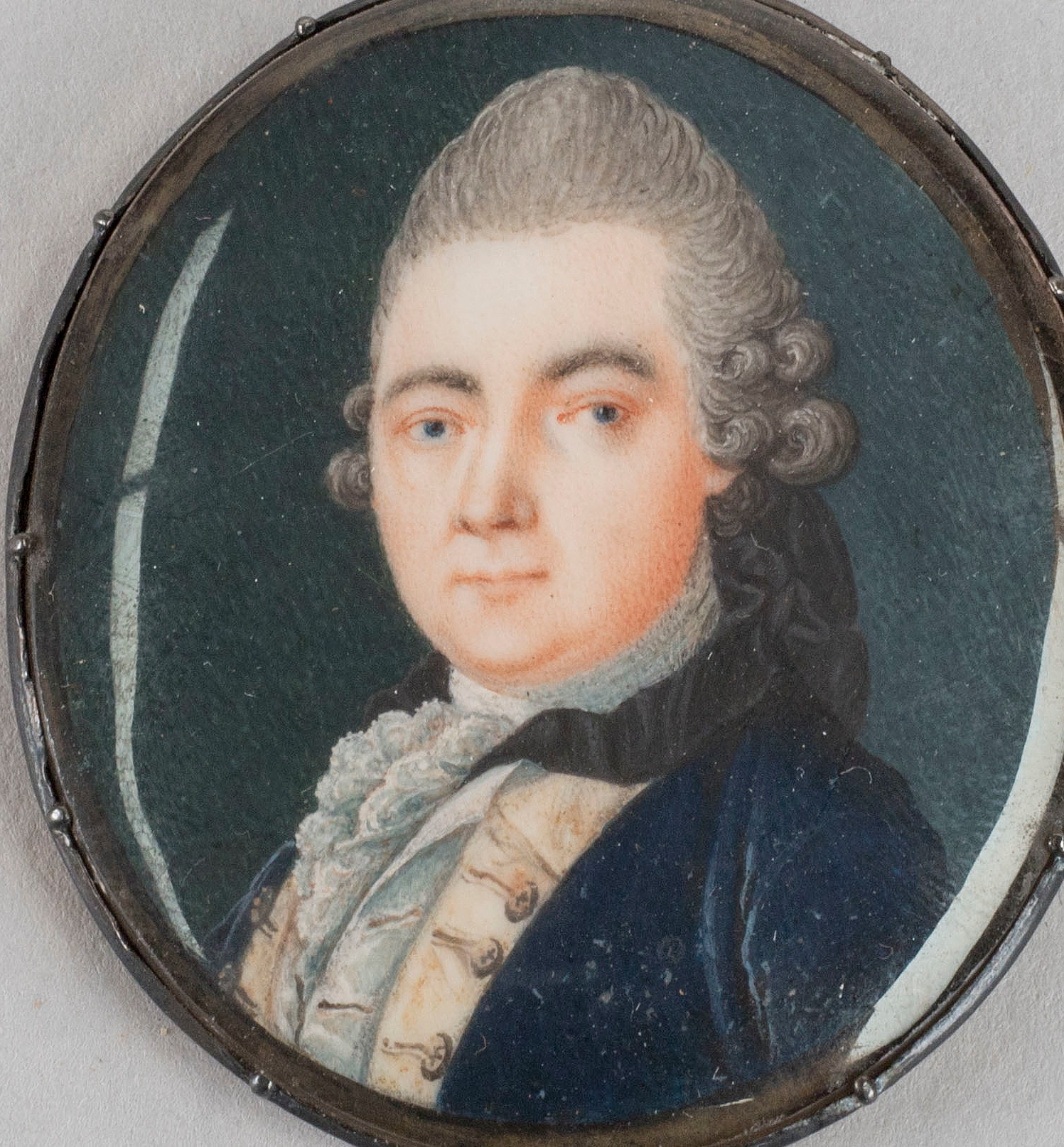
Miniatyr av Sparrman vid tiden för hans resor med James Cook. Av okänd.

Anders Sparrman var son till prosten och kyrkoherden Erik Sparrman och Brita Högbom, och härstammade på fädernet från flera prästsläkter i Hälsingland. Sparrman, som var lärjunge till Linné, fick sin utbildning vid Uppsala universitet.
År 1765 följde han med en expedition till Kina som skeppsläkare. Två år senare återvände han och beskrev de djur och växter han funnit i Iter in Chinam – Resa till Kina, som utgavs 1768. År 1772 anslöt han sig till James Cooks andra resa och forskade i Australien, Oceanien och Sydamerika. På Linnés rekommendation reste han 1772 till södra Afrika där han studerade naturlivet och befolkningen. År 1787 deltog han i en resa till Västafrika.
Sparrman var även abolitionist, det vill säga en person som engagerade sig politiskt mot slaveri. Han kom att inneha flera akademiska poster, bland annat som professor vid Collegium medicum i Stockholm 1790. Sparrman, som blev ledamot av Kungliga Vetenskapsakademin 1776, verkade på ålderdomen som fattigläkare.
Hans dagböcker publicerades i tre volymer som Resa till Goda Hopps-Udden, södra Polkretsen och omkring Jordklotet, samt Till Hottentott- och Caffer-Landen Åren 1772-1776 . Han publicerade också Catalogue of the Museum Carlsonianum (1786-89), där han bland annat beskrev många av de arter han hade samlat in i Sydafrika och Stillahavsområdet, varav en del var nya för vetenskapen. Kring 1805 började han publicera en serie fågelböcker över Sveriges fåglar, Svensk Ornithologie. Bara den första boken med 68 planscher och 44 textsidor gavs ut och serien förblev ofullbordad.